# العلاقات الأنغولية البنمية
العلاقات الأنغولية البنمية هي العلاقات الثنائية التي تجمع بين أنغولا وبنما.

## مقارنة بين البلدين
هذه مقارنة عامة ومرجعية للدولتين:
| وجه المقارنة                                              | أنغولا           | بنما                      |
| --------------------------------------------------------- | ---------------- | ------------------------- |
| المساحة (كم2)                                             | 1.25 مليون       | 74.18 ألف                 |
| عدد السكان (نسمة)                                         | 29.78 مليون      | 4.10 مليون                |
| الكثافة السكانية (ن./كم²)                                 | 23.82            | 55.27                     |
| العاصمة                                                   | لواندا           | بنما                      |
| اللغة الرسمية                                             | اللغة البرتغالية | اللغة الإسبانية           |
| العملة                                                    | كوانزا أنغولي    | بالبوا بنمي، دولار أمريكي |
| الناتج المحلي الإجمالي (بليون دولار)                      | 124.21 مليار     | 61.84 مليار               |
| الناتج المحلي الإجمالي (تعادل القوة الشرائية) بليون دولار | 184.83 مليار     | 87.37 مليار               |
| الناتج المحلي الإجمالي الاسمي للفرد دولار أمريكي          | 4.10 ألف         | 13.27 ألف                 |
| الناتج المحلي الإجمالي للفرد دولار أمريكي                 |                  | 20.89 ألف                 |
| مؤشر التنمية البشرية                                      | 0.533            | 0.780                     |
| رمز المكالمات الدولي                                      | +244             | +507                      |
| رمز الإنترنت                                              | .ao              | .pa                       |
| المنطقة الزمنية                                           | ت ع م+01:00      | 00                        |

## منظمات دولية مشتركة
يشترك البلدان في عضوية مجموعة من المنظمات الدولية، منها:
| علم المنظمة | اسم المنظمة                        | تاريخ انضمام أنغولا | تاريخ انضمام بنما |
| ----------- | ---------------------------------- | ------------------- | ----------------- |
|             | منظمة الشرطة الجنائية الدولية      | ?                   | ?                 |
|             | منظمة التجارة العالمية             | ?                   | ?                 |
|             | منظمة حظر الأسلحة الكيميائية       | ?                   | ?                 |
|             | مؤسسة التمويل الدولية              | 19 سبتمبر 1989      | 20 يوليو 1956     |
|             | يونسكو                             | 11 مارس 1977        | 10 يناير 1950     |
|             | البنك الدولي للإنشاء والتعمير      | 19 سبتمبر 1989      | 14 مارس 1946      |
|             | مؤسسة التنمية الدولية              | 19 سبتمبر 1989      | 1 سبتمبر 1961     |
|             | الأمم المتحدة                      | 1 ديسمبر 1976       | 13 نوفمبر 1945    |
|             | وكالة ضمان الاستثمار متعدد الأطراف | 19 سبتمبر 1989      | 21 فبراير 1997    |
|             | الاتحاد الدولي للاتصالات           | 13 أكتوبر 1976      | 14 يوليو 1914     |
|             | الاتحاد البريدي العالمي            | ?                   | ?                 |

## وصلات خارجية
- موقع وزارة الخارجية الأنغولية
- موقع وزارة الخارجية البنمية